# Nissan-lez-Enserune
Nissan-lez-Enserune – miejscowość i gmina we Francji, w regionie Oksytania, w departamencie Hérault.
Według danych na rok 1990 gminę zamieszkiwało 2835 osób, a gęstość zaludnienia wynosiła 95 osób/km² (wśród 1545 gmin Langwedocji-Roussillon Nissan-lez-Enserune plasuje się na 138. miejscu pod względem liczby ludności, natomiast pod względem powierzchni na miejscu 192.).